# صالح الصقري
صالح الصقري  (23 يناير 1979) هو لاعب كرة قدم سعودي سابق. يلعب في خط الدفاع خانة الظهير الأيسر وكذلك في خط الوسط كجناح أيسر، اعتزل كرة القدم عام 2012.

## مشواره الكروي
اشتهر اللاعب مع نادي الاتحاد السعودي بعد أن انتقل إليه من نادي الطائي وقد حقق نجاح كبير مع نادي الاتحاد وفاز بالعديد من البطولات المحلية والقارية. في مطلع شهر فبراير من سنة 2012 وقع اللاعب مخالصة مادية مع ناديه الاتحاد، ووقع عقدا احترافيا مع نادي الاتفاق السعودي، لعب في نادي الاتفاق فترة قصيرة وبعدها اندلعت مشكلة بينه وبين رئيس النادي آنذاك محمد الفايز ومن حينها قرر اعتزل كرة القدم في فبراير من عام 2012.

### مشاركاته مع المنتخب السعودي
اختير للمنتخب عدة مرات وقد شارك مع المنتخب السعودي في عدة محافل كبرى ووصل إلى المباراة النهائية في كأس آسيا 2000 والتي أقيمت في لبنان، وكانت آخر مشاركاته الدولية في خليجي 18 التي أقيمت في الإمارات.

## الإنجازات

### النادي
الاتحاد
- دوري المحترفين السعودي (5): 1999–00، 2000–01، 2002–03، 2006–07، 2008–09
- كأس خادم الحرمين الشريفين (1): 2010
- كأس ولي العهد السعودي (2): 2001، 2004
- دوري أبطال آسيا (2): 2004، 2005
- كأس العرب للأندية الأبطال (1): 2005
- كأس السوبر المصري السعودي (2): 2001، 2003

### دولية
السعودية
- كأس آسيا وصيف: 2000
- كأس الخليج العربي (1): 2002
- كأس العرب (1): 2002

## روابط خارجية
- صالح الصقري على موقع الاتحاد الدولي (مؤرشف)  (الإنجليزية)
- صالح الصقري على موقع قاعدة بيانات كرة القدم.إي يو (الإنجليزية)
- صالح الصقري على موقع ناشيونال فوتبول تيمز (الإنجليزية)
- صالح الصقري على موقع كووورة